# Montedinove
Montedinove é uma comuna italiana da região das Marcas, província de Ascoli Piceno, com cerca de 547 habitantes. Estende-se por uma área de 11 km², tendo uma densidade populacional de 50 hab/km². Faz fronteira com Castignano, Montalto delle Marche, Montelparo (FM), Rotella.

## Demografia
| Variação demográfica do município entre 1861 e 2011                               |
|                                                                                   |
| Fonte: Istituto Nazionale di Statistica (ISTAT) - Elaboração gráfica da Wikipedia |